# Bössebacken
Bössebacken är en småort i Kviinge socken i Östra Göinge kommun i Skåne län. Den ligger söder om Hanaskog intill riksväg 19.

## Historia
Vid laga skiftet flyttades många gårdar från sin ursprungliga plats vid Hanaskogs gård till området runt dagens Bössebacken. Bönderna runt om Hanaskog byggde tillsammans en vapensmedja där bössor tillverkades, vilket gav upphov till namnet Bössebacken. Runt vapensmedjan kom senare en liten ort att växa upp med skola och flera hus. 

### Befolkningsutveckling
| Befolkningsutvecklingen i Bössebacken 1990–2015 | Befolkningsutvecklingen i Bössebacken 1990–2015 | Befolkningsutvecklingen i Bössebacken 1990–2015 | Befolkningsutvecklingen i Bössebacken 1990–2015 | Befolkningsutvecklingen i Bössebacken 1990–2015 |
| ----------------------------------------------- | ----------------------------------------------- | ----------------------------------------------- | ----------------------------------------------- | ----------------------------------------------- |
|                                                 |                                                 |                                                 |                                                 |                                                 |
| År                                              |                                                 |                                                 | Folkmängd                                       | Areal (ha)                                      |
| 1990                                            | 1990                                            |                                                 | 74                                              | 18                                              |
| 1995                                            | 1995                                            |                                                 | 74                                              | 18                                              |
| 2000                                            | 2000                                            |                                                 | 76                                              | 18                                              |
| 2005                                            | 2005                                            |                                                 | 71                                              | 18                                              |
| 2010                                            | 2010                                            |                                                 | 69                                              | 18                                              |
| 2015                                            | 2015                                            |                                                 | 78                                              | 25                                              |
|                                                 |                                                 |                                                 |                                                 |                                                 |

## Samhället
Samhället består huvudsakligen av en samling hus längs Bössebackens bygata. Orten brukar i vissa fall betraktas som en förort till Hanaskog. 

## Natur
Bössebacken består av stora arealer med skog. På västra sidan av riksväg 19 dominerar bokskog medan det på den östra sidan finns stora ytor med granskog. I skogarna runtomkring Bössebacken finns en stor variation av svenska skogsdjur med bland annat rådjur, älgar samt stora mängder vildsvin.